# 이형진 (축구 선수)
이형진(李炯瑨, 1992년 8월 30일~)은 대한민국의 축구 선수이며 포지션은 미드필더이다.